# Stankovany
Stankovany – wieś i gmina (obec) w powiecie Rużomberk, kraju żylińskim, w północnej Słowacji. Należy do niej również osada Rojkov.
Stankovany leżą na prawym brzegu Wagu, u stóp masywu Šípu, ok. 20 km na zachód od Rużomberku. Wieś powstała prawdopodobnie pod koniec XIV w. Najstarsza wzmianka o niej pochodzi z roku 1425. Jej mieszkańcy zajmowali się głównie pracą w lesie i flisactwem.
Wieś znana jest z licznych źródeł mineralnych oraz termalnych. Na terenie wsi znajdują się także rezerwat przyrody Šíp, rezerwat przyrody Rojkovské rašelnisko oraz pomnik przyrody Rojkovská travertínová kopa.